# Francavilla Angitola
Pour les articles homonymes, voir Francavilla.
Francavilla Angitola est une commune de la province de Vibo Valentia dans la région Calabre en Italie.

## Administration
| Période                                  | Période  | Identité       | Étiquette | Qualité |
| ---------------------------------------- | -------- | -------------- | --------- | ------- |
| 29 mai 2007                              | En cours | Carmelo Nobile |           |         |
| Les données manquantes sont à compléter. |          |                |           |         |

### Communes limitrophes
Curinga, Filadelfia, Maierato, Pizzo, Polia